# Philharmonie Erlangen
Die Philharmonie Erlangen (früher Junge Philharmonie Erlangen) ist ein Sinfonieorchester für Amateure mit gehobenem instrumentalem Niveau in der mittelfränkischen Stadt Erlangen. Das Ensemble, das sich aus ca. 100 Mitgliedern zusammensetzt, wird als eigenständiges und selbst organisiertes Orchester geführt. Träger des Orchesters ist der Verein Philharmonie Erlangen e. V., eingetragen in das Vereinsregister des Amtsgerichts Fürth (VR 21114). Das Orchester ist Mitglied im Bundesverband Deutscher Liebhaberorchester.

## Geschichte
Das Ensemble wurde im Herbst 1992 von musikbegeisterten Studenten unter dem Namen Junge Philharmonie Erlangen als Ableger des Collegium Musicum der Friedrich-Alexander-Universität Erlangen-Nürnberg gegründet.
In den Anfangsjahren leiteten zunächst die Dirigenten Ronald Scheuer und Jochen Grab das Orchester. Von 1997 an wurde die musikalische Leitung von Vladimir Kowalenko übernommen. Nach dessen Ausscheiden im Jahre 2008 schloss sich eine Phase mit semesterweise wechselnden Dirigenten an. 
Ab 2010 wurde das Ensemble von Gordian Teupke und Mathias Bock (beide Nürnberg) im Wechsel geleitet. Von 2013 an war Tristan Uth (St. Gallen) neben Gordian Teupke fester Dirigent. Er gab dieses Amt im Frühjahr 2023 auf eigenen Wunsch ab. Sein Nachfolger wurde der aus der Schweiz stammende Dirigent Frédéric Tschumi, der im Februar 2024 sein Debüt mit dem Ensemble gab.
Zum zwanzigjährigen Jubiläum des Orchesters waren dessen Mitglieder im Schnitt seit knapp zehn Jahren im Orchester. Der überwiegende Anteil der Orchestermitglieder sind inzwischen Berufstätige. Der Frauenanteil unter den Musikern liegt bei zwei Dritteln.
Das Orchester unternahm mehrere Konzertreisen ins europäische Ausland, u. a. nach Russland, Polen, Frankreich, Schweden und Italien.
Im Februar 2023 feierte das Ensemble sein 30-jähriges Bestehen mit einem Filmmusikkonzert in der Erlanger Heinrich-Lades-Halle. Kurz davor hatte es sich im Rahmen eines demokratischen Auswahlprozesses in Philharmonie Erlangen umbenannt. Damit wurde der Tatsache Rechnung getragen, dass in den vergangenen Jahren das Durchschnittsalter der Mitglieder stetig gestiegen war.

## Proben und Konzerte
Das Orchester bestreitet pro Jahr zwei Probenphasen, die sich terminlich an den Vorlesungszeiten orientieren (Probentermin ist der Sonntagabend). Die Konzerte selbst finden jeweils zum Semesterende in der Erlanger Heinrich-Lades-Halle statt.
Die Konzertprogramme reichen von klassischen und romantischen Orchesterwerken bis hin zu Tango- und Filmmusik-Kompositionen. In der Regel wird in jedem Programm auch ein Solokonzert aufgeführt, wozu in der Vergangenheit zahlreiche namhafte Solisten verpflichtet werden konnten, darunter:
- Kai Adomeit (Klavier)
- Lizzy Aumeier (Kontrabass)
- Øystein Baadsvik (Tuba)
- Felix Froschhammer (Violine)
- Bernhard Gmelin (Violoncello)
- Cornelia Götz (Sopran)
- Emanuel Graf (Violoncello)
- Andreas Martin Hofmeir (Tuba)
- Elisabeth Kufferath (Violine)
- Silke-Thora Matthies (Klavier)
- Martin Menking (Violoncello)
- Evgenia Rubinova (Klavier)
- Valentino Worlitzsch (Violoncello)

Unter der Leitung von Tristan Uth spielte die Junge Philharmonie im Februar 2015 die Uraufführung des Tuba-Konzertes UN-T-SO, das der österreichische Komponist Thomas Ludescher dem Solisten Øystein Baadsvik gewidmet hat. Bereits 1995 hatte das Ensemble das Auftragswerk Konzert für Orchester von Gernot Adrion uraufgeführt.
Im Juli 2018 trat das Orchester unter der Leitung der Dirigenten Gordian Teupke und Ronald Scheuer vor 3000 Zuhörern bei der Klassik-Open-Air-Veranstaltung Klassik am See auf. Aufgeführt wurden u. a. mit dem Solisten Martin Stadtfeld das Klavierkonzert von Robert Schumann sowie zusammen mit dem Philharmonischen Chor Herzogenaurach, dem Siemens-Chor Erlangen und dem Kinder- und Jugendchor „Die jungen Meistersinger“ die Carmina Burana von Carl Orff. Gesangssolisten des Abends waren Corinna Schreiter, Andreas Weller und Markus Simon.

## Sonstiges
Im November 2019 nahm die Philharmonie Erlangen mit sehr gutem Erfolg beim 10. Bayerischen Orchesterwettbewerb teil und erhielt damit eine Option auf die Weiterleitung zum Deutschen Orchesterwettbewerb 2020 in Bonn. Darüber hinaus gewann das Ensemble den Sonderpreis des Bayerischen Rundfunks, der mit einer professionellen Tonaufnahme im BR-Studio München verbunden ist.